# Rieder Bach (Mindel)
Der Rieder Bach, bis Ried auch Schluchtgraben genannt, ist ein ungefähr 7,2 km langer, rechter Nebenfluss der Mindel im Landkreis Günzburg. Somit ist er ein indirekter rechter Nebenfluss der Donau in Bayern, Deutschland. 

## Verlauf
Der Rieder Bach entspringt als Schluchtgraben nordöstlich von Burtenbach. Von dort aus fließt er in nördlicher Richtung durch die Ortschaften Oberwaldbach (Gemeinde Burtenbach) und Ried (Gemeinde Jettingen-Scheppach). In Oberwaldbach mündet der südöstlich der Ortschaft am Sandberg entspringende Steinrinnegraben. Nördlich von Ried mündet in den Rieder Bach ein weiterer auch aus südöstlicher Richtung kommender Bach, der sich aus vier kleinen Bächen speist. Ab der Mündung dieses Bachs fließt der Rieder Bach in nordwestlicher Richtung nach Jettingen, wo er am westlichen Ortsrand in die Mindel mündet. Der Höhenunterschied zwischen der Quelle nördlich von Burtenbach bis zur Mündung in die Mindel beträgt 47 m.

## Nebenbäche
Er hat folgende Nebenbäche:
- der in Oberwaldbach mündende ca. 2,6 km lange Steinrinnegraben: Quellhöhe: 510 m ü. NN; Mündungshöhe: 489 m ü.NN
- ein nördlich von Ried mündender Bach, der sich aus vier kleinen Bächen speist, die im Reutgehau östlich von Oberwaldbach und Ried entspringen: Quellhöhen der einzelnen Bäche: zwischen 508 und 525 m ü.NN; Mündungshöhe: 478 m ü.NN; Länge der einzelnen Bäche: zwischen 0,7 und 1,7 km